# HD 1909
HD 1909，又名CD-31 138，SAO 192495、HR 89，是一颗恒星，视星等为6.55，位于銀經358.89，銀緯-82.7，其B1900.0坐标为赤經0h 18m 12.3s，赤緯-31° -82.7′ 26″。